# Parandra shibatai
Parandra shibatai är en skalbaggsart som beskrevs av Hayashi 1963. Parandra shibatai ingår i släktet Parandra och familjen långhorningar. Inga underarter finns listade i Catalogue of Life.